# KAGAYA
KAGAYA（カガヤ、1968年4月5日 - ）は、日本の男性イラストレーター・映像作家。本名は加賀谷穣（かがや ゆたか）。

## 人物
埼玉県立浦和高等学校卒業、東京デザイナー学院グラフィックデザイン科（現東京ネットウエイブ）卒業。星座や風景、ギリシャ神話の人物などをモチーフにした絵を主に手掛けている。
弟は作曲家の加賀谷玲。イラストレーターの貴希とSHUは元アシスタントである。

### 来歴
埼玉県生まれ。幼少期より星座やギリシャ神話に親しむ。高校時代、自身が望む天文学者かイラストレーターかという将来の選択肢のうち後者をめざし、専門学校卒業後の1991年に本名名義でイラストレーション解説本「四季の星座百科」を発表。
1995年以降、絵の製作は全てデジタルペインティングを用いている。

### 活動
月刊「星ナビ」や星座ガイドブックなど天文関係の書物へのイラスト提供など活動は多岐に渡る。近年はプラネタリウム番組（全天周映画）のアニメーション製作も手掛け2006年に第一作、銀河鉄道の夜を公開した。
2003年9月10日、国際天文学連合(IAU)は彼の功績を称え、小惑星ナンバー11949に本名である「Kagayayutaka」と名付けた。この小惑星は1993年9月19日、北海道津別町の観測所で渡辺和郎と円館金により発見された。天体写真家の藤井旭がIAUに命名を提案した。
2011年12月、水樹奈々のコンサート（NANA MIZUKI LIVE CASTLE）では、湾曲した天井である東京ドームでプラネタリウム投影による演出を手掛けた。
2013年9月、オーチャードホールにて開催の冨田勲×初音ミク 無限大の旅路～イーハトーヴ交響曲～及び、2015年5月北京世紀劇院にて開催の「冨田勲×初音ミク『イーハトーヴ交響曲』北京公演」で、壁面に銀河鉄道の夜をイメージした映像を投影する演出を担当した。
2014年、花巻イーハトーブ大使に任命された。
自身が撮影した星景写真などを投稿しているTwitterアカウントは2018年12月現在、フォロワー数が64万人を超えている。

## 作品

### 全天周映画
以下全作品の団体名義は、KAGAYA Studioによる製作である。

#### 銀河鉄道の夜 -The Clestial Railroad-
2006年公開。副題は「-The Clestial Railroad-」のほか「-Fantasy Railroad in the Stars-」があり、混在している。なお主題歌は「One Night」、エンディング歌は「星めぐりの歌」である。
スタッフ
- 監督/脚本：KAGAYA
- CG：KAGAYA、平林裕介、貴希 -Takaki-、溝口周一
- 朗読 - 桑島法子
- ナレーション - 大場真人
- 音楽：加賀谷玲
- 歌：井上ヒロコ、MIGA

#### 宇宙一直線
2009年公開。

#### スターリーテイルズ -星座は時を超えて-
2011年公開。ギリシャ神話による星座物語と、古から未来へと受け継がれる星座と人類の関係について描く。なお主題歌は「Starry Tales」、エンディング歌は「Shining Future」である。
キャスト
- アストライア - 水樹奈々
- ゼウス - 渡辺克己

スタッフ
- 監督：KAGAYA
- 脚本：KAGAYA、貴希 -Takaki-
- CG：KAGAYA、貴希 -Takaki-、コンノヒロム
- ナレーション：水樹奈々
- 音楽：姫神
- 歌：ORIGA

#### 富士の星暦
2013年公開。
スタッフ
- 映像：KAGAYA
- 音楽：姫神
- 歌：ORIGA
- ナレーション：渡辺克己
- 編集/CG：貴希
- 撮影補助：三好心

#### アースシンフォニー -光と水が奏でる空の物語-
2013年公開。
スタッフ
- CG/シナリオ：KAGAYA、Takaki
- ナレーション：水樹奈々
- 音楽：manamik

#### オーロラの調べ -神秘の光を探る-
2015年公開。
スタッフ
- 監督/脚本：KAGAYA
- ナレーション：篠原ともえ
- 音楽：姫神
- 歌：ORIGA、ALBINA
- 撮影補助：三好心

#### 星の旅
2018年公開。
ニュージーランド、ハワイ、ウユニ…、世界の星空を求めて。
スタッフ
- 監督/脚本：KAGAYA
- ナレーション：安元洋貴
- 音楽：清田愛未
- SCAT：川島和子

#### 水の惑星
2022年公開。
楽園地球から星空を望み、星の世界に水を探す旅
スタッフ
- 監督/脚本：KAGAYA
- ナレーション：安元洋貴
- 音楽：manamik / 清田愛未

### 家庭用プラネタリウム作品
- はやぶさの旅（2012年、HOMESTAR earth theater）
- 地球の夜空（2012年、HOMESTAR earth theater）

### 書籍・画集
- まんがで知ろう天文学シリーズ 1「星世界たんけん」（1992年、星の手帖社刊。山岡均監修）[9]
- まんがで知ろう天文学シリーズ 2「太陽系たんけん」（1993年、星の手帖社刊。山岡均監修）[9]
- まんがで知ろう天文学シリーズ 3「大宇宙たんけん」（1994年、星の手帖社刊。山岡均監修）[9]
- スターリーテイルズ（2003年 河出書房新社刊）
- セレスティアル・エクスプローリング（2005年 河出書房新社刊）
- 銀河鉄道の夜（2009年 河出書房新社刊）
- ステラ メモリーズ（2012年 河出書房新社刊）
- 聖なる星世紀の旅（2018年 河出書房新社刊）
- 一瞬の宇宙 - フォトエッセイ（2019年 河出書房新社刊）

### 写真集
- 星月夜への招待（2015年 河出書房新社刊）
- 天空讃歌（2016年 河出書房新社刊）
- 悠久の宙（そら）（2017年 河出書房新社刊）
- 星と海の楽園（2019年 河出書房新社刊）
- Starry Nigths―The Best of the Best（2021年 河出書房新社刊）